# Bekas
Bekas (pt Bekas e o Sonho Americano) é um filme sueco-fino-iraquiano de 2012 dirigido por Karzan Kader.